# Bird Sound
Der Bird Sound (vormals auch als La Roche Strait bekannt) ist eine nur schwer schiffbare Meerenge am westlichen Ende Südgeorgiens. Sie trennt diese Insel von Bird Island.
Der inzwischen etablierter Name leitet sich von der gleichnamigen Insel ab.